# ピエトロ・ダ・コルトーナ
ピエトロ・ダ・コルトーナ(Pietro da Cortona,1596年11月1日-1669年5月16日)、本名ピエトロ・ベレッティーニ(Pietro Berrettini, またはPietro Berettini)は、盛期バロックのイタリアの画家、建築家である。

## 生涯
ピエトロ・ダ・コルトーナは1596年フィレンツェ近郊のコルトーナに石工の子として生まれた。フィレンツェの画家コモディに師事し、1613年、師とともにローマへ出て、以後主にローマで活動した。ローマでは、はじめ銀行家のサッケッティ家に見出され、同家のためにカステル・フサーノの別荘を神話・寓意主題のフレスコ画で装飾した他、一連の絵画作品を描いた。中でも≪サビニの女たちの略奪≫（1629年頃）には、彼の長所（人物像・物語画を描く能力）と短所（人物像の心理的描写の欠如）が明白に表れている。そのダイナミックな構成、人物の劇的なポーズなどは、1620年代頃までのローマで支配的であった古典様式とも、カラヴァッジョ風の写実表現とも一線を画すものであり、盛期バロック期の特色がよく現われている。
ピエトロはローマの実力者であったフランチェスコ・バルベリーニ枢機卿の目にとまり、フランチェスコのおじに当たる枢機卿マッフェオ・ヴィンチェンツォ・バルベリーニが1623年にローマ教皇ウルバヌス8世となってからは教皇庁関係の仕事も手がけるようになった。ウルバヌス8世はガリレオ裁判に関わった教皇として知られるが、多くの芸術家に活躍の場を与えた芸術の守護者としても知られる。ピエトロはパラッツォ・バルベリーニ（現ローマ国立美術館）2階広間の天井画制作という大仕事を依嘱され、1633年から1639年にかけて制作したこの天井画は彼の代表作となっている。この間、1633年から1634年にかけては公立美術学校であるアカデミーア・ディ・サン・ルーカの校長を務めた。1637年から1647年にかけてはフィレンツェに滞在し、トスカーナ大公の注文でピッティ宮殿の装飾に携わった。その後は再びローマへ戻って、晩年まで制作を続けた。

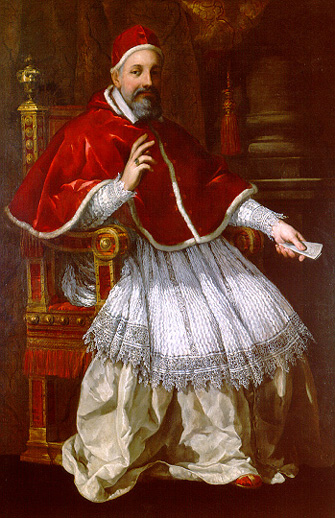
ウルバヌス8世像 1627年

## バルベリーニ宮殿天井画

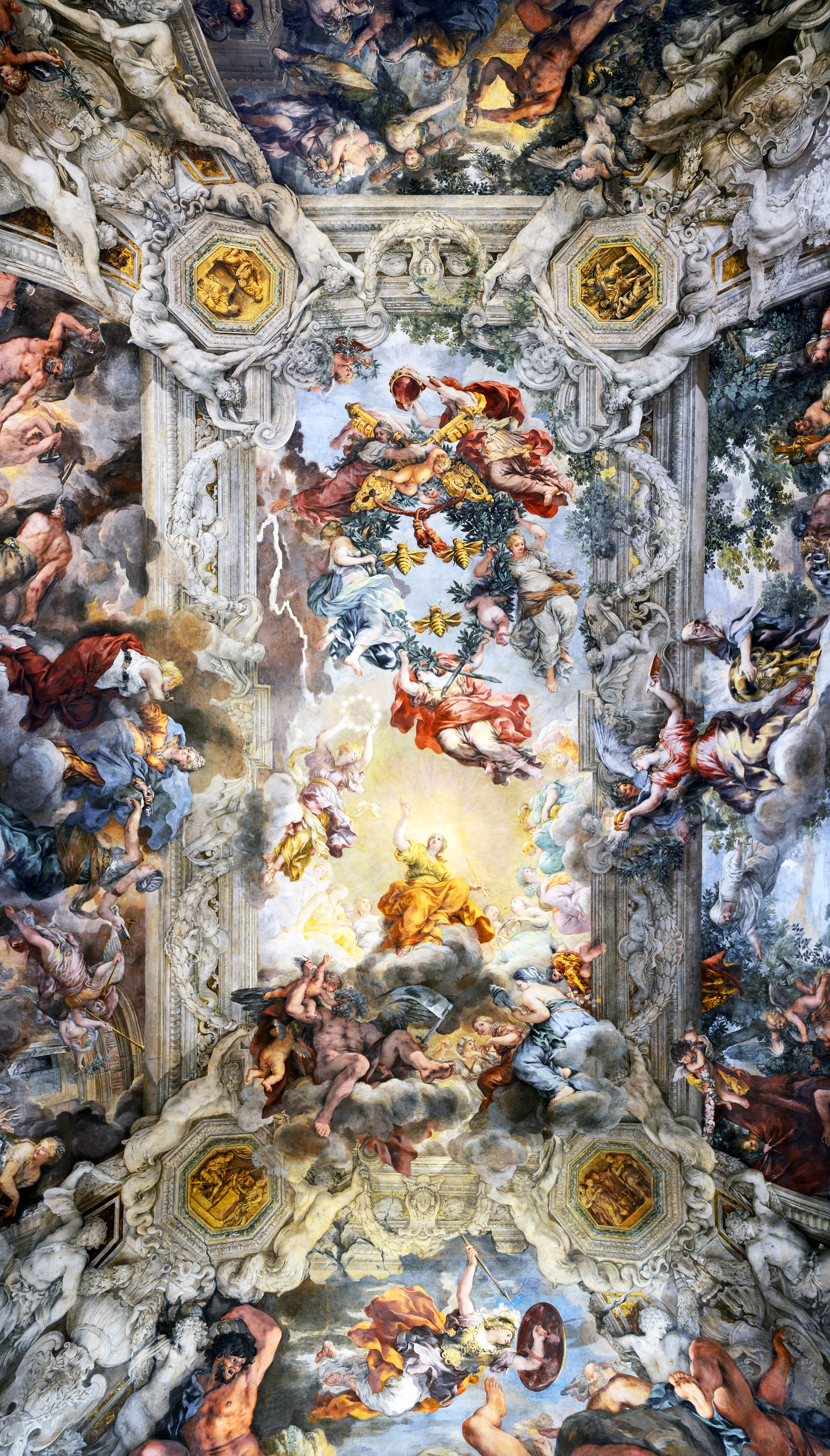
天井画『神の摂理とバルベリーニ家の権力の寓意』

バルベリーニ宮殿の天井画≪神の摂理≫（≪神の知≫などと訳す場合もある）(en)はピエトロの代表作であるとともに、イタリアの盛期バロック期を代表する大作である。17世紀バロック建築の代表作の1つであるバルベリーニ宮殿の2階中央の広間天井に描かれたもので、幅15メートル、奥行25メートルにも及ぶ大画面に数多くの人物が配されている。構図の中心に位置する「神の摂理」の寓意の女性像をはじめ、人物は空間に浮遊するように描かれ、天井がそのまま天空へとつながっているような錯覚を見る者に起こす。
ソッティン・スー(sotto in su)(目だまし風)の手法を用いて、二次元平面である絵画と、建築装飾の区別がつかないように見せる手法は1世代前のアンニーバレ・カラッチらも用いていた。カラッチの制作になるファルネーゼ宮殿の天井画は、天井を細かい区画に分けたクァドリ・リポルターティ（擬似額絵）という手法を用いている。一方、このバルベリーニ宮殿の天井画に用いられた手法は一歩進んだ「クァドラトゥーラ」といわれるもので、遠近法と錯視効果を駆使し、絵画と建築装飾の区別がつかないだけでなく、絵画、建築装飾と鑑賞者のいる現実空間との境があいまいになっている。≪神の摂理≫では画面の四隅から立ち上がる装飾付きの柱と、その上のコーニス（柱上の水平材）によって画面は大きく5つに分かれているが、これらの建築部材はすべて平面に描かれたものであり、描かれた登場人物たちはこれらの区画を飛び越えて自在に飛翔している。
作品の主題は複雑であるが、一言で言えば教皇ウルバヌス8世の栄光を称えるものであり、ウルバヌス8世の優れた治世によって「神の摂理」が実現されたことをさまざまな寓意人物像で表現したものである。

## 建築
建築の作例が比較的少なく、また彼自身が建築を絵画の次の副次的な活動とみなしていたにもかかわらず、彼による建築がバロック建築に与えた影響は顕著である。建築作品に関しては、彼は1634年から1650年にかけて、聖ルカ聖女マルティーナ教会の実現に従事した。
1656年から57年にかけては、サンタ・マリア・デッラ・パーチェ聖堂のファサードの実現に尽力し、続く年月には、サンタ・マリア・イン・ヴィア・ラータ聖堂の実現に尽力した。
（本作品の画像は外部リンクを参照）

## 解剖学イラスト
建築家として有名になる以前、ピエトロは、解剖学のイラストを描いていたが、それが出版されるのは、彼が亡くなってから一世紀のちの1741年になってからであった。『解剖学イラスト(Tabulae anatomicae) 』は、1618年頃に制作された。人体のドラマチックな姿勢とその正確な描写は、ルネサンス期およびバロック期の芸術家の様式と一致しているが、ピエトロ・ダ・コルトーナの作品はとりわけ表現豊かなものである。
- Tabulae anatomicae

## 代表作
- 『神の摂理とバルベリーニ家の権力の寓意』（バルベリーニ宮殿大広間天井画）（1633－1639年）ローマ国立古典絵画館
- 『サビニの女たちの略奪』（1629年頃）ローマ、カピトリーノ美術館
- 『聖フランチェスコの幻視』（1641年頃）アレッツォ（イタリア）、アヌンツィアータ聖堂
- 『カエサルがクレオパトラをエジプトの玉座に戻す』 (1637-1643年頃) リヨン美術館